# Lockport Provincial Park
Lockport Provincial Park är en park i Kanada.   Den ligger i provinsen Manitoba, i den sydöstra delen av landet, 1 700 km väster om huvudstaden Ottawa. Lockport Provincial Park ligger 226 meter över havet.
Terrängen runt Lockport Provincial Park är mycket platt. Runt Lockport Provincial Park är det glesbefolkat, med 12 invånare per kvadratkilometer.. Närmaste större samhälle är Selkirk, 7,4 km nordost om Lockport Provincial Park. 
Omgivningarna runt Lockport Provincial Park är en mosaik av jordbruksmark och naturlig växtlighet.